# Lot 38 (Île-du-Prince-Édouard)
Lot 38 est un canton dans le comté de Kings, Île-du-Prince-Édouard, Canada. Il fait partie de la Paroisse St. Patrick.

## Population
- 524 (recensement de 2001)[1]
- 500 (recensement de 2006)[1]
- 521 (recensement de 2011)[2]

## Communautés
Non-incorporé :
- Head of Hillsborough